# بهيجة بوران
الاستاذ المساعد بهيجة صادق بوران (ولدت 1 مايو 1910 ببورصة، وتوفيت 10 أكتوبر 1987)، وكانت هي آخر رئيسة، وسياسية، وأكاديمية، وأخصائية اجتماعية بحزب العمال بتركيا.

## حياتها
هاجرت عائلتها في عام 1890 إلى بورصة هاربين من التتار.وقد تزوج السيد صادق بالسيدة ماهرة اثناء علاقتهما التجارية مع بعضهما وبعدها ولدت في عام 1910 في مدينة بورصة.وهي كانت الاخت الصغرى لاخواتها الثلاثة.
وبدأت بوران الدراسة بالمرحلة الابتدائية في بورصا.وعندما دخل اليونانيين إلى بورصة اثناء حرب الاستقلال، هاجرت مع عائلتها إلى إسطنبول.وقد تلقت تعليمها الثانوى في مدرسة البنات الأمريكية بمدينة أرنفوت.وكان والدها كاتب مشهور ورجل مستنير.وكان يولى اهتماما بتعليم اولاده اللغات الاجنبية.لهذا السبب التحقت بالمدرسة الفرنسية.وعندما اغلقت هذه المدرسة التحقت بالمدرسة الأمريكية للبنات في مدينة أرنفوت. وكانت أول طالبة تركية تلقت تعليمها بمدرسة البنات الأمريكية (كلية روبرت) حيث تلقت المرحلة الاعدادية في عام 1927 والمرحلة الثانوية 1931.وقد تم تعيين مانيسا لتدريس اللغة الإنجليزية بالمرحلة الاعدادية.وبعد ذلك قدمت لمنحة دراسية بجامعة ميشيغان الأمريكية، وكان مدرسها في التاريخ بمدرسة البنات الأمريكية هوالذي رشحها لهذه المنحة 
وبعد ان انهت دراستها في علم الاجتماع في جامعة ميشيغان، عادت إلى تركيا في عام 1939.وعينت أستاذ مساعد في قسم علم الاجتماع في كلية اللغات والتاريخ والجغرافيا بأنقرة.
وفي هذه الفترة انضمت إلى فعاليات النشر بمجلات (بلادنا والعالم) و (خطوات).وان بوران التي تزوجت من نوزاد هاكو قد استبعدت من التدريس بالجامعة بسبب ارائها السياسية في عام 1948
وفي عام 1950 فقد حكم عليها بالسجن لمدة 15 شهرا وذلك بسبب نشرها بيان يدين إرسال حكومة مندريس- مؤسس ورئيس جمعية انصار السلام-قوات عسكرية إلى كوريا.
وفي عام 1962 أصبحت بورا عضوة في حزب العمال في تركيا اما في عام 1965 فقد اختيرت كنائبة عن مدينة اورفا في انتخابات 1965.وبعد فترة مثلت تركيا في البرلمان الاوروبى.وقد اتخذت موقفا معاديا ضد محمد على الرئيس العام للحزب.وفي عام 1970 اختيرت كرئيس عام للحزب.
وفي 12 مارس 1971 اعتقلت بسبب مذكراتها وتم اغلاق الحزب .وسجنت بروان لمدة 15 عام.وفي عام 1974 حصلت على العفو العام وتم اطلاق سراحها.
وفي عام 1975 اختيرت مجددا كرئيس عام لحزب العمال.وعقب مدة قصيرة من الانقلاب الذي تم في 12 سبتمبر 1980 تم اعتقالها، ثم تم نفيها خارج البلاد.وعلى الرغم من كل ذلك الا انها عاشت كسياسية ناجحة لم تعرف الاشتراكية في حياتها.وانها من يوم ولادتها إلى وفاتها عاشت كعلامة قوية ومؤثرة في التاريخ.

## وفاتها
اتهاوقد استبعدت من البلاد في 1981.وقد توفيت بعد يومين من تصريحها في مؤتمر صحفي لها خارج البلاد عن تأسيس حزب جديد يجمع شمل اليساريين والشيوعيين الأتراك .وقد اقيمت جنازتها في تركيا وتم دفنها في مقبرة زنجيرلى كوى في إسطنبول في 18 أكتوبر بعد موافقة من الاوساط الحاكمة في تركيا.

## أثارها

### التراجم
-افلاطون رجل الدولة (1944)، إسطنبول نائب وزير التربية والتعليم مع محمد كراسان.
-جارنفيل-باركر، هارلى (1946) فوى سوى ميراث،ازمير، تولين.
-شتاينبك، جون (1964) شارع ساردليا، إسطنبول،الغرب
-فاست، هوارد ملفين (1966) طريق الحرية، إسطنبول،مطبعة إسطنبول

### الكتب التي تناولت حياتها
-(بهيجة، ثورجية، مرأة، ام) أمل الحمل، القوس الداعم 2010 (9944298773)
-(بهيجة بوران المدرس المساعد، سياسية، نظرية) جوكهان اتلجان، كتاب يوردام
-(ضد التيار، بهيجة بوران) بياندر جوزيلا، تسمية الإصدار،2010 (9786055892272)